# 李瑟娥
李瑟娥（イ・スルア、이슬아、1991年11月20日 - ）は、韓国の囲碁棋士。韓国棋院所属、許壮会門下、四段。2010年アジア競技大会の男女ペア戦と女子団体戦で金メダル、花より囲碁女王戦準優勝など。

## 経歴
2007年初段。同年正官庄杯世界女子囲碁最強戦に出場し2人抜き。2008年、ワールドマインドスポーツゲームズ女子個人戦に出場、予選リーグ3位。同年プロ女流国手戦ベスト16。2009年女流名人戦挑戦者決定戦出場、趙惠連に敗れる。プロ女流国手戦ベスト8。2010年GGオークション杯女流対シニア連勝対抗戦で3人抜き、穹窿山兵聖杯世界女子囲碁選手権ベスト8。同年、アジア競技大会で女子団体戦、男女ペア戦（朴廷桓とペア）で金メダル獲得。これにより二段から三段へ昇段、囲碁大賞女流棋士賞受賞、体育振興公団より終身年金受領。
2011年KBS杯バドゥク王戦本戦シード。2012年韓国囲碁リーグ、楽スターリーグ出場。2015年四段。2016年、花より囲碁女王戦準優勝、プロ女流国手戦ベスト4。2016年から韓国女子囲碁リーグに出場、2017年の第5局では剃髪して登場して周囲を驚かせた

### 主な棋歴
国際棋戦
- アジア競技大会 2010年 男女ペア戦、女子団体戦優勝
- 穹窿山兵聖杯世界女子囲碁選手権 ベスト8 2007年（○王晨星、×唐奕）
- 正官庄杯世界女子囲碁最強戦
  - 2007年 2-1（○梅沢由香里、○王磐、×青木喜久代）
- 黄龍士双登杯世界女子囲棋勝抜戦
  - 2012年 0-1（×王晨星）
  - 2014年 0-1（×宋容慧）

国内棋戦
- GGオークション杯女流対シニア連勝対抗戦
  - 2008年 0-1（×車敏洙）
  - 2009年 0-1（×安官旭）
  - 2010年 3-1（○徐奉洙、○白成豪、○金秀壮、×安官旭）
  - 2011年 0-1（×曺薫鉉）
  - 2012年 0-1（×黄元俊）
  - 2015年 5-1（○李洪烈、○姜勲、○金鍾秀、○徐能旭、○崔珪昞、×徐奉洙）
- 韓国囲碁リーグ
  - 2012年（SKエネルギー）0-1（楽スターリーグ:2-16）
- 韓国女子囲碁リーグ
  - 2016年（麗水亀甲船）5-8
  - 2017年（麗水亀甲船）7-6
  - 2018年（麗水亀甲船）

## 注
1. ↑  中央日報(2017.03.16)